# Beiroet (Ottomaanse provincie)
Beiroet was een vilajet van het Ottomaanse Rijk in de periode 1888 - 1917. Het gebied strekte zich uit van net ten noorden van de stad Jaffa tot Latakia. De vorming van een aparte vilajet voor de omgeving van Beiroet hing samen met de economische opkomst van Beiroet als handelscentrum. In 1907 ging 11% van de buitenlandse handel van het Ottomaanse Rijk via Beiroet.
Na de nederlaag van het Ottomaanse Rijk in de Eerste Wereldoorlog werd Libanon een Frans mandaatgebied.